# 茶和布底
摩訶茶和（越南语：／；梵語： Sawa:229–230；？—1360年）是占城第十三王朝的國王，其在位時間約在1342年至1360年之間。他又被稱作茶和布底（越南语：／），「布底」（Potih）在占語中是「宰相」的意思。
茶和是制阿難的女婿。1342年制阿難病死，茶和驅逐其子制某（Jamo）自立。制某出奔大越，請求討伐占城。於是安南于1353年大舉進攻占城，欲送制某歸國即位，但被茶和擊敗。
茶和晚年曾數次北伐安南，騷擾安南邊境。死後，由制蓬峩繼位。